# Karain: un ricordo
Karain: un ricordo (Karain: A Memory) è un racconto dello scrittore di lingua inglese Joseph Conrad scritto nel 1896, pubblicato per la prima volta in una rivista nel 1897 e in volume nel 1898.

## Trama
Il racconto prende il titolo dal nome di un fiero Raja malese con cui l'io narrante, un trafficante di armi inglese, era entrato in confidenza. In gioventù Karain si era messo in viaggio con il suo amico Pata Matara per rintracciare la sorella di Matara, una donna che era stata promessa sposa a un capo locale ma che aveva abbandonato per scappare con un mercante olandese; per salvare l'onore della famiglia, Matara deve ucciderla. La ricerca dura anni e durante questo tempo Karain è soggiogato sempre di più dell'immagine della giovane donna. Finalmente la coppia viene trovata; il piano di Matara prevede che a lui spetta uccidere sua sorella con un'arma tradizionale, mentre Karain deve uccidere l'olandese con un'arma da fuoco. Ma nel momento dell'azione, Karain salva la vita della giovane donna, avvertendola con un grido, e colpisce il suo amico Matara uccidendolo. Dopo questo episodio, quando Karain è da solo gli appare Matara; Karain cercherà pertanto di aver sempre qualcuno attorno a sé. Karain inoltre non tornerà mai più nella sua terra natale; dopo alcune eroiche gesta di guerra nelle guerre locali contro gli spagnoli, diventa il capo di una piccola comunità sull'isola di Mindanao dove il narratore e i suoi due soci, Jackson e Hollis, lo incontrano regolarmente. 
La morte di un vecchio consigliere, che non lo lasciava mai solo, gli fa comparire nuovamente l'immagine angosciosa di Matara. Nel mondo di Karein non ci sono medici in grado di curare le ferite dall'anima. Karain perciò chiede aiuto agli inglesi affinché lo prendano e lo portino con loro («nella tua terra di incredulità, dove i morti non parlano [...] Prendetemi con voi... Oppure datemi un po' della vostra forza, della vostra incredulità... Un amuleto!...»). La terapia sarà fornita dal giovane Hollis il quale darà a Karein un potente amuleto: una moneta di sei penny del Giubileo della regina Vittoria.

## Storia
Karain è il terzo racconto, in ordine cronologico, scritto da Conrad. Fu scritto infatti nel 1896, tre giorni dopo aver terminato la stesura del romanzo Il negro del "Narciso", e fu pubblicato nel numero di novembre 1987 della rivista Blackwood's Magazine per un compenso di 40 sterline. Il racconto apparve infine in volume nel 1898 nella raccolta Tales of Unrest, tradotta in italiano per la prima volta nel 1930 col titolo "Racconti inquieti. Più tardi Conrad affermò di non essersi reso conto, al momento della stesura, che il motivo di Karain era simile a quello della Laguna. Il tema del doppio tradimento — il fascino di una donna sovverte il legame di lealtà tra due uomini, e un determinato vendicatore muore per mano del suo fidato compagno — è presente comunque anche nella ballata Czaty del poeta polacco Adam Mickiewicz, che Conrad era in grado di recitare a memoria fin da bambino.

## Edizioni
- (EN) Joseph Conrad, Karain: A Memory, in Blackwood's Magazine, London, November 1897.
- (EN) Karain: A Memory, in Tales of Unrest, 1ª ed., London, Unwin, 1898..
- Karain: un ricordo, in Racconti inquieti, traduzione di Charis Cortese De Bosis, Milano, Alpes, 1930.
- Karain: un ricordo, in Racconti inquieti, collana GUM. N.S n. 153, traduzione di Renato Prinzhofer, introduzione di Mario Curreli con una nota dell'Autore, Milano, Mursia, 1990, ISBN 88-425-0539-0.
- Karain: un ricordo, in Romanzi e racconti d'avventura, di terra e di mare, collana Grandi Tascabili Economici Newton ; 146, traduzione di Flaminio Di Biagi, introduzione di Bruno Traversetti, Roma, Newton, 1992,  pp. 76-112.
- Karain: un ricordo, in Racconti dell'inquietudine, traduzione di Maura Maioli, a cura di Maura Maioli, Rimini, Guaraldi, 1996, ISBN 88-8049-087-7.
- Karain, traduzione di Francesco Graziosi, Torino ; Novara, Utet, 2014, ISBN 978-88-511-2536-3.